# The Cleveland Show
The Cleveland Show (en España bajo el nombre de El show de Cleveland, aunque en algunas cadenas se le conozca por su nombre en inglés; Cleveland en Hispanoamérica) es una serie de animación estadounidense-canadiense para adolescentes  y adultos creada por Seth MacFarlane, responsable de Padre de familia y American Dad!. En Estados Unidos la serie se estrenó el 27 de septiembre de 2009; en Latinoamérica se estrenó el 9 de mayo de 2010 en FX y en España, el 19 de julio de 2010 en FOX y solo un día más tarde, el 20 de julio, en abierto en Neox.
La serie fue renovada por una 2.ª temporada, que se estrenó en EE. UU. el 26 de septiembre de 2010, y por una tercera temporada, cuyo estreno fue el 25 de septiembre de 2011. En abril de 2013, varios portales de noticias de televisión dieron a conocer la noticia de que la cadena americana FOX no iba a renovar la serie por una temporada más debido a su desgaste de audiencia. A pesar de esto, el creador, Seth MacFarlane, confirmó a los medios que por el momento El Show de Cleveland no estaba cancelada aunque no se ha encargado por el momento una nueva temporada.
El 19 de mayo de 2013 The Cleveland Show fue oficialmente cancelada. Por lo tanto, Cleveland regresa con su nueva familia a Quahog y se reencontrará con sus antiguos amigos, Peter, Quagmire y Joe como en las primeras temporadas de Padre de familia. El 15 de julio de 2013 sería cancelada en Latinoamérica.

## Historia
Se trata de una serie derivada protagonizada por Cleveland Brown, uno de los personajes de Padre de Familia, en el cual comienza una nueva vida con su nueva familia desde que Loretta (su vieja esposa) le fue infiel con Quagmire y causó un divorcio entre ella y Cleveland. El personaje cuenta con la voz de Mike Henry.

Cleveland ha tenido bastantes emociones en Quahog y se da cuenta de que necesita crear sus propios amigos, sus propios subordinados y sus historias. Así que decide marcharse a California para llevarlo a cabo de tal manera que la serie se mantenga en secreto hasta que comience la emisión, y cuando se finalice, lo cual tendremos que esperar hasta la emisión. Pero básicamente se sabe que vivirá en su nuevo hogar en Virginia con un antiguo amor de su instituto.
Mike Henry

En la escena final del episodio Baby Not on Board de Padre de familia, emitido el 2 de noviembre de 2008, Cleveland rompe la cuarta pared mencionándole a Quagmire el haber conseguido un spin off.

## Reparto
| Personaje            | Actor original (EE.UU)                       | Actor de doblaje (España)                                    | Actor de doblaje (Hispanoamérica) |
| -------------------- | -------------------------------------------- | ------------------------------------------------------------ | --------------------------------- |
| Cleveland Brown      | Mike Henry                                   | Juan Amador Pulido                                           | Edson Matus                       |
| Donna Tubbs-Brown    | Sanaa Lathan                                 | Alicia Sainz De La Maza (temp. 1-2) Licia Alonso (temp. 3-4) | Toni Rodríguez                    |
| Cleveland Brown, Jr. | Kevin Michael Richardson                     | Ricardo Escobar                                              | José Gilberto Vilchis             |
| Roberta Tubbs        | Nia Long (ep. 1-13) Reagan Gómez (ep. 14-88) | Isacha Mengíbar                                              | Carla Castañeda                   |
| Rallo Tubbs          | Mike Henry                                   | Nacho Aldeguer                                               | Víctor Ugarte                     |

## Episodios
| Temporada | Temporada | Episodios | Episodios | Emisión original         | Emisión original   | Puesto | Audiencia promedio (millones) |
| Temporada | Temporada | Episodios | Episodios | Primera emisión          | Última emisión     | Puesto | Audiencia promedio (millones) |
| --------- | --------- | --------- | --------- | ------------------------ | ------------------ | ------ | ----------------------------- |
|           | 1         | 21        | 21        | 27 de septiembre de 2009 | 23 de mayo de 2010 | 72     | 6,38                          |
|           | 2         | 22        | 22        | 26 de septiembre de 2010 | 15 de mayo de 2011 | 90     | 6,12                          |
|           | 3         | 22        | 22        | 25 de septiembre de 2011 | 20 de mayo de 2012 | 144    | 4,03                          |
|           | 4         | 23        | 23        | 7 de octubre de 2012     | 19 de mayo de 2013 | 129    | 3,05                          |

## Recepción

### Crítica
The Cleveland Show ha recibido críticas mixtas. Metacritic dio a la serie una puntuación de 57 sobre 100, con una puntuación de los usuarios de 3.6/10. Tom Shales de The Washington Post habló negativamente tanto del show como de MacFarlane, describiendo a este último como "nada más que un viejo verde pasando por patios de recreo con imágenes atrevidas o chistes subidos de tono como señuelos". Roberto Bianco del USA Today escribió otra crítica negativa, sugiriendo que la solución más fácil para su problema es la "cancelación".
El show tiene una puntuación de 5.5 sobre 10 en TV.com.

### Premios y honores
The Cleveland Show fue nominado en la categoría "Best New TV Comedy" en los 36º People's Choice Awards pero perdió contra Glee.

## Transmisiones internacionales
| País                   | Cadena                               | Fecha de estreno                                                                                           |
| ---------------------- | ------------------------------------ | --- |
| América Latina         | FX                                   | 9 de mayo de 2010                                                                                          |
| Canadá                 | Global                               | 27 de septiembre de 2009                                                                                   |
| Australia              | Network Ten Eleven FOX8              | 2 de diciembre de 2009 – 12 de enero de 2011 12 de enero de 2011 – presente 13 de marzo de 2011 - presente |
| Reino Unido            | E4 FOX UK ITV2                       | 1 de febrero de 2010 – presente 6 de enero de 2011 – ? 29 de febrero de 2016 – presente                    |
| Estados Unidos         | Fox Adult Swim MundoFox (en español) | 27 de septiembre de 2009 – presente 29 de septiembre de 2012 – presente                                    |
| Brasil                 | FX Latinoamérica                     | 25 de abril de 2010                                                                                        |
| Irlanda                | 3e                                   | 21 de febrero de 2010                                                                                      |
| Portugal               | Fox                                  | 5 de junio de 2010                                                                                         |
| Dinamarca              | TV 2 Zulu                            | 23 de junio de 2010                                                                                        |
| Israel                 | Yes Comedy                           | 2 de julio de 2010                                                                                         |
| Grecia                 | FX                                   | marzo de 2010                                                                                              |
| Hungría                | Comedy Central                       | 7 de julio de 2010                                                                                         |
| Rusia                  | 2x2                                  | 2 de septiembre de 2010                                                                                    |
| Italia                 | FOX Italia 2 Italia 1                | 7 de septiembre de 2010                                                                                    |
| España                 | FOX España Neox                      | 19 de julio de 2010                                                                                        |
| Noruega                | TV2                                  | 13 de agosto de 2010                                                                                       |
| Países Bajos           | Comedy Central                       | 12 de septiembre de 2010                                                                                   |
| Nueva Zelanda          | C4 Four Comedy Central               | 2010 10 de febrero de 2011 – presente 2011–presente                                                        |
| Chile                  | Canal 13                             | octubre de 2010                                                                                            |
| Sudáfrica              | Vuzu                                 | 29 de noviembre de 2010                                                                                    |
| Uruguay                | Monte Carlo TV                       | 18 de diciembre de 2010                                                                                    |
| Suecia                 | Kanal 5                              | 3 de enero de 2011                                                                                         |
| República Checa        | Prima Cool                           | 5 de febrero de 2011                                                                                       |
| Polonia                | Fox                                  | 16 de febrero de 2011                                                                                      |
| Francia                | France Ô                             | 8 de abril de 2011                                                                                         |
| Estonia                | TV6                                  | 1 de junio de 2011                                                                                         |
| Letonia                | TV6 Latvia                           | 1 de diciembre de 2010                                                                                     |
| Territorios Palestinos | FX                                   | julio de 2011                                                                                              |
| Argentina              | Telefe                               | 29 de enero de 2012                                                                                        |
| Hong Kong              | Fox                                  | 2 de abril de 2012 (Segunda temporada) (De lunes a miércoles 11:40 p. m. (UTC+8))                          |
| Indonesia              | Fox                                  | 2 de abril de 2012 (Segunda temporada) (De lunes a miércoles 11:40 p. m. (UTC+8))                          |
| Malasia                | Fox                                  | 2 de abril de 2012 (Segunda temporada) (De lunes a miércoles 11:40 p. m. (UTC+8))                          |
| Singapur               | Fox                                  | 2 de abril de 2012 (Segunda temporada) (De lunes a miércoles 11:40 p. m. (UTC+8))                          |
| Taiwán                 | Fox                                  | 2 de abril de 2012 (Segunda temporada) (De lunes a miércoles 11:40 p. m. (UTC+8))                          |
| Finlandia              | Fox                                  | Agosto de 2012                                                                                             |
| Puerto Rico            | MundoFox                             | 2013 |
| Alemania               | Comedy Central                       | 7 de agosto de 2016                                                                                        |